# Морис Вламенк
Морис Вламенк (на френски: Maurice de Vlaminck) е френски художник фовист.

## Биография

### Произход и младежки години
Роден е на 4 април 1876 г. в Париж, в семейство на музиканти. Баща му е белгиец (Вламенк или Wlaminck означава „фламандски“), майка му е от Лотарингия.
През 1878 г. семейството му се премества в Le Vesinet. На 16 години младият мъж напуска дома си и работи като шофьор, механик и професионален колоездач. Заболява от треска и е принуден да прекрати кариерата си. Свири на цигулка в оркестър и дава уроци по музика, за да изкарва прехраната си. През 1894 г., Вламенк се жени за Сузана Бърлей. Развежда се през 1905 г. и сключва втори брак с Берта Комбе.
В резултат на железопътно произшествие Вламенк се запознава с художника Андре Дерен. На следващата година Дерен запознава Вламенк с Анри Матис и по-късно оформят ядрото на групата на фовистите. Вламенк е самоук и се гордее, че никога не е учил в Академия или в ателие. Заниманието с изкуство не му дава възможност да изкарва самостоятелно прехраната си и е принуден да работи като музикант на Монмартър. Пише еротични разкази, които Дерен илюстрира.

### Години на признание
За пръв път картина на Вламенк е показана през 1904 г. в галерията Berthe Weill. През 1905 г. Вламенк участва в „Есенен салон“ на „Независимите“ художници в зала „Дивите“ заедно с Дерен, Матис, Марке, Брак и ван Донген. Работите им са съставени от чисти, не смесени цветови петна. Подобно на Матис, Дерен и Дюфи, Вламинк се отказва от фините нюанси и прехода на цветовете, преобладаващи в похвата на импресионистите. Залата, в която са представени картините, критикът Луи Воксел сравнява с клетка на диви животни. След това представителите на това движение в живописта (френската версия на експресионизма) са посочени като „фовисти“. Подобно на другите фовисти, Вламенк в своите пейзажи и натюрморти подчинява формата на цвета. Пример за това е „Пейзаж с червени дървета“ от 1906 г. Той рисува почти без контури и се отказва от традиционното перспективно изграждане на картината. През 1906 г. Амброаз Волар купува картини на Вламенк и художникът започва да излиза от бедността и да печели с живопис. Първата самостоятелна изложба на Вламенк е уредена в галерията на Волар през 1907 г.
По време на Първата световна война Вламенк работи като чертожник във военен завод. След войната рисува в експресионистичен стил. Драматичните ефекти на светлините и сенките, студените цветове, предизвикват зловещо настроение на картините му.
През 1919 г. Вламенк купува къща в провинцията, близо до Париж – Валмондоа, която заменя със земеделско владение в Рюй ла Годелие. Изолиран от градския шум, художникът се посвещава на земеделска работа. Автор е на двадесет романа и есета, сред които са:
- „Всичко за тях“ (1903),
- „Душата на манекена“ (1907),
- „Опасен завой“ (1929),
- „Портрет преди смъртта“ (1943),
- „Пейзаж с фигури“ (1953).

Изкуството на Вламенк, неспокойно и инстинктивно, показва неговата непринудена и гореща любов към природата. Работи с широки мазки на четката, истинска игра на цветовете.
Той използва живачни, тъмни и светли тонове, които придават романтично внушение на пейзажа, по време на буря с драматичен и яростен характер. Любим сюжет на художника са пътища и житни поля. Вламенк създава много акварелни картини, гравюри и литографии, които са в същия стил. Не може да се докаже тяхната хронология, тъй като не са датирани.
През 1954 г. той представя страната си във Венецианското биенале, възвръщайки си предишното уважение, загубено поради обвинение в колаборационизъм.
Първата голяма ретроспективна изложба на Вламенк се състои през 1956 г., макар и не в държавна, а в частна галерия в Париж.
Две години по-късно, на 11 октомври 1958 г., художникът умира на 82-годишна възраст.
- „Снежен пейзаж“ (1950)
- „Двете купи сено“ (1950)

## За него
- Georges Duhamel, Maurice De Vlaminck, Les écrivains réunis, 1927
- Georges Duhamel, Maurice De Vlaminck, Désobéir, Éditions Corrêa, 1936
- Jean Selz. Vlaminck. Crown Publishers, 1963, 94 с.
- Katalin De Walterskirchen. Maurice de Vlaminck: Catalogue Raisonné De L'oeuvre Gravé. Flammarion, 1974, 280 с.
- Jean-Paul Monery. Maurice de Vlaminck: Les années décisives (1900 – 1914). Saint-Tropez: Musée de l'Annonciade, 2013, 88 с. ISBN 94-6161-105-6
- Daniel Henry. Maurice de Vlaminck. – BiblioLife, 2011, 54 с. ISBN 1-115-06125-9